# Волфганг Вайраух
Волфганг Вайраух (на немски: Wolfgang Weyrauch), с псевдоним Йозеф Шерер, е германски поет, белетрист и автор на радиопиеси, роден в Кьонигсберг (днес Калининград) в семейството на земемер.

## Биография
Изучава актьорско майсторство във Франкфурт на Майн и получава театрални ангажименти в Мюнстер, Бохум и Тале. После следва германистика, романистика и история във Франкфурт. През тридесетте години Вайраух работи като редактор и публикува първите си книги. Цялата Втора световна война прекарва на фронта и в края ѝ за няколко месеца е задържан в съветски военнопленнически лагер. След войната работи отново като редактор в различни литературни и културни издания в Берлин, Ворпсведе, Хамбург и Дармщат.

## Творчество
Вайраух публикува стихосбирките си „За милосърдието на щастието“ (1946), „Чучулига и ястреб“ (1948), „Край и начало“ (1949) и „Написано на стената“(1950). Наред с това се изявява и като успешен белетрист и радиодраматург, но неговата поезия заема значимо място в панорамата на немската следвоенна лирика. Той е автор и на редица литературни антологии. От 1951 г. Вайраух е член на литературното сдружение „Група 47“. Принадлежи към движението литература на развалините. Стихосбирките му „Песен, за да не умреш“ (1956) и „Никога мракът не успява“ (1956) събуждат силен интерес с лаконичния си изказ и хуманния призив към вселюбов и съкровено изживяване на природата – с това Вайраух става един от важните представители на немската следвоенна „природна лирика“.

## Признание
От 1967 г. поетът е член на Немската академия за език и литература в Дармщат. Публикува още „Стихотворения“ (1974), „Запетайката накрая“ (1977) и „Пешеходци“  (1978), следва и посмъртното издание „Обезглавен трикратно“ (1983), както и събраните му стихотворения под заглавие „Атом и алое“ (1987).
За творчеството си Волфганг Вайраух е удостоен с наградата „Андреас Грифиус“ (1973).
На негово име град Дармщат нарича през 1979 г. литературната награда „Волфганг Вайраух“ за поощряване на млади поетически таланти.